# Praça de São José
A Praça de São José é uma praça do século XIX localizada no centro da cidade de Pontevedra (Espanha), na primeira zona de expansão urbana, perto do bairro de Campolongo.

## Origem do nome
A praça recebe o nome da Capela de São José demolida no lado sudeste da praça.

## História
A praça surgiu no final do século XIX, no cruzamento das ruas Marqués de Riestra, Oliva e Augusto González Besada. Está localizada no antigo Campo de São José, que deve o seu nome à capela, hoje desaparecida, que se encontrava no local actualmente ocupado pelo edifício da Caixa Económica de Pontevedra. Na primeira metade do século XIX, no Campo de São José havia um carvalhal que formava ruas à sombra do qual se realizava uma feira de gado (bovinos, suínos, cavalos e ovinos) no primeiro e décimo quinto de cada mês.
A Capela Barroca de São José foi construída em 1712. Era um edifício de tamanho médio cuja fachada apresentava a imagem de São José num nicho na parte superior de um frontão circular acima do qual se encontravam os brasões das famílias Gago e Montenegro, entre outras. A sua construção é atribuída a Pablo Payo Gago de Mendoza y Sotomayor. Aqui foram celebrados casamentos e funerais importantes. Foi demolida no início da década de 1940 porque interferia com o desenvolvimento urbano do centro da cidade.
A praça era também o local do pazo barroco das famílias Gago de Mendoza e Montenegro, do século XV. O pazo situava-se no lado norte da praça, e o seu centro estava localizado no local agora ocupado pelo Café Moderno. Parte da estrutura permanece à esquerda da casa do pazo, no início da rua da Oliva. Nos anos 80, foi acrescentado um novo andar e as ameias originais foram deslocadas para o topo. Tinha uma torre central de três andares e duas torres laterais de dois andares com ameias pontiagudas no centro das quais havia seis estrelas pontiagudas inscritas num círculo. A área que é agora a praça foi utilizada há séculos como local de desfiles do pazo. É o local de nascimento dos três irmãos Gago de Mendoza, distintos marinheiros.
A 12 de Abril de 1888, o Hotel Méndez Núñez (demolido na década de 1980) foi inaugurado no lado oeste da praça. Tinha um restaurante e uma sala de reuniões. Quando fechou, tornou-se uma paragem de autocarros. O hotel nasceu durante o primeiro boom hoteleiro causado pela chegada da linha férrea na vizinha Praça da Estação. Em 1932, a redacção da revista literária Cristal estava localizada no sótão do hotel e foi visitada por Federico García Lorca.
Em 1902, foi concluído o edifício do Café Moderno, encomendado por Bernardo Martínez Bautista, um emigrante que enriqueceu em Cuba, no local do antigo pazo das famílias Gago de Mendoza e Montenegro. Em 1903, o Café Moderno foi inaugurado no rés-do-chão com uma atmosfera distinta, um ponto de encontro para reuniões e projecções de filmes, e a pavimentação da praça foi levada a cabo pelo mestre construtor Sr. Miranda. Em 1904, a movimentada praça foi o cenário para a projecção de um filme de Ali Baba. Nas primeiras décadas do século XX, a praça tinha um quiosque no seu centro e tornou-se um epicentro cultural e local de encontro para os intelectuais galegos.
Em Dezembro de 1943, foi aprovada a renovação da pavimentação e dos passeios da praça, bem como do sistema de esgotos. Em 1944, a Caixa Económica de Pontevedra adquiriu um edifício em construção no local da antiga Capela de São José para a sua sede provincial e inaugurou o novo edifício em 1948.
A praça chamou-se praça de São José até 1931, altura em que passou a chamar-se praça de Pablo Iglesias. Em 28 de Dezembro de 1936, a praça passou a chamar-se outra vez praça de São José e, em democracia, praça de Calvo Sotelo antes de voltar ao seu nome tradicional de Praça de São José a 25 de Abril de 1996.
A praça foi completamente remodelada em 2001 e transformada numa zona semi-pedonal.
Em 2006, o Monumento à Tertúlia foi instalado no centro da praça, em homenagem aos intelectuais galegos ligados ao Café Moderno, nas primeiras décadas do século XX.

## Descrição
A praça tem uma forma triangular irregular e as cinco ruas do Marquês de Riestra, Oliva, Rosalía de Castro, San José e Augusto García Besada convergem aqui. É um dos pontos focais da primeira expansão urbana da cidade.
A praça é pavimentada com pavimentos alternados de cor cinza e sépia e é semi-pedonal, com uma única faixa de circulação na parte norte que canaliza o tráfego da Rua Marquês de Riestra para a Rua Augusto González Besada.  
A praça é dominada a norte pelo edifício do Café Moderno, e a sudeste pelo edifício da Caixa Económica de Pontevedra. No meio da praça, sobre uma base de granito preto polido, ergue-se o monumento à Tertúlia, criado em 2006 pelo escultor César Lombera para comemorar os encontros aqui realizados por intelectuais galegos. Acima do edifício da Caixa Económica de Pontevedra, com vista para a praça, encontra-se a estátua de Teucro, o mítico fundador da cidade, também criada em 2006 pelo escultor Cándido Pazos.
A praça tem um total de dezasseis árvores: cinco magnólias chinesas, três macieiras-caranguejeiras da Sibéria e três macieiras vermelhas, ambas enxertadas em variedades de macieiras autóctones, bem como cinco macieiras enxertadas em macieiras asiáticas.

## Edifícios notáveis
No lado noroeste da praça estão os restos do pazo barroco das famílias Gago de Mendoza e Montenegro, que tem actualmente dois andares. Na parte superior destacam-se as suas ameias pontiagudas, decoradas no centro com estrelas de seis pontas inscritas num círculo.
No lado norte da praça e junto ao antigo pazo da família Gago de Mendoza encontra-se o edifício do Café Moderno, com uma fachada de pedra ecléctica e o mais importante interior art nouveau da cidade. Tem três andares, albergando o Café Moderno no rés-do-chão. A fachada tem galerias de ferro forjado e elementos ornamentais de forma geométrica.
No lado sudeste da praça encontra-se o edifício central da Caixa Económica de Pontevedra. É um majestoso edifício de pedra com quatro andares e um rés-do-chão. O amplo hall, acessível a partir da entrada principal, liga as diferentes áreas do edifício. 

## Galeria

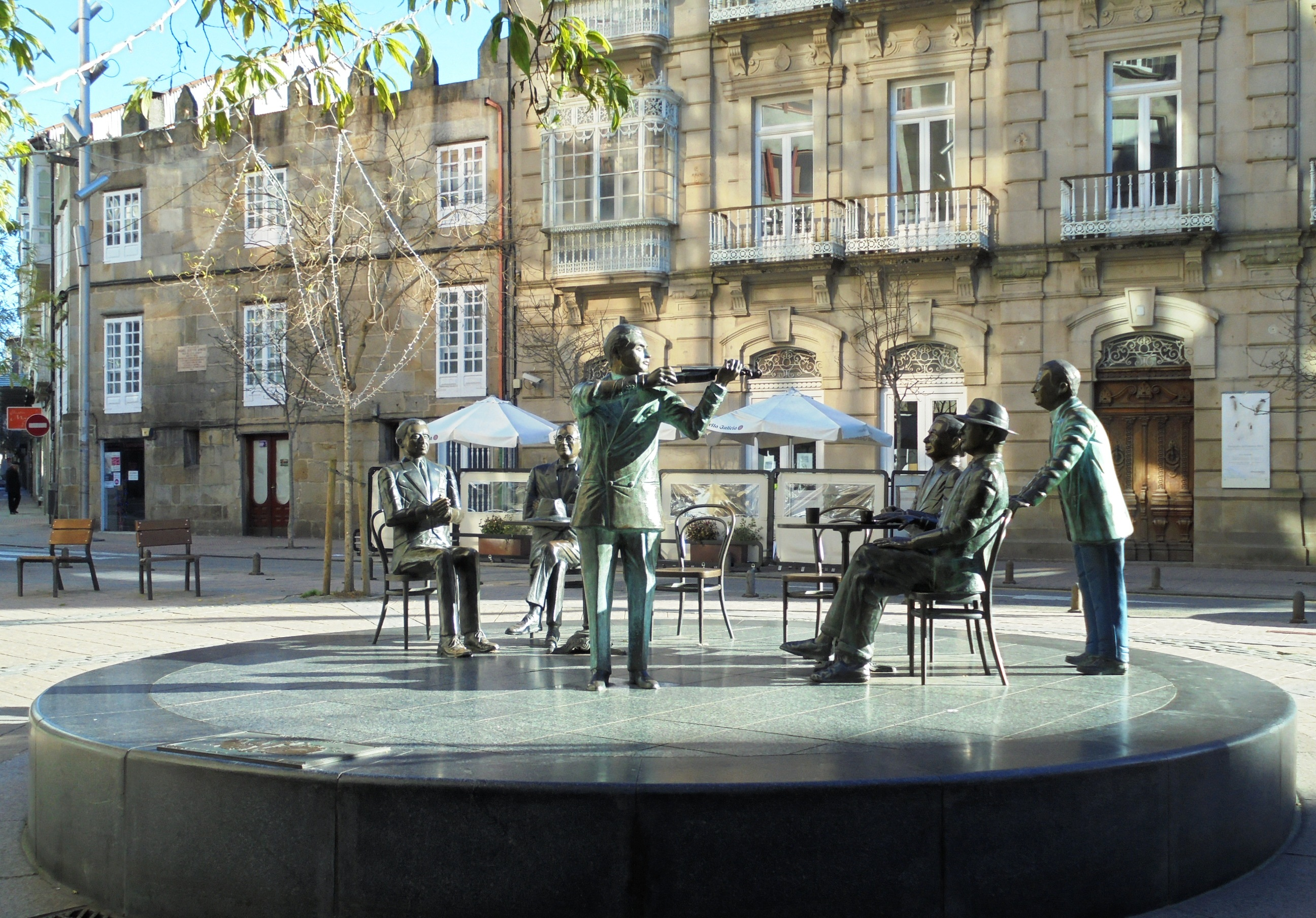
Restos do paço com ameias da família Gago de Mendoza no fundo, à esquerda
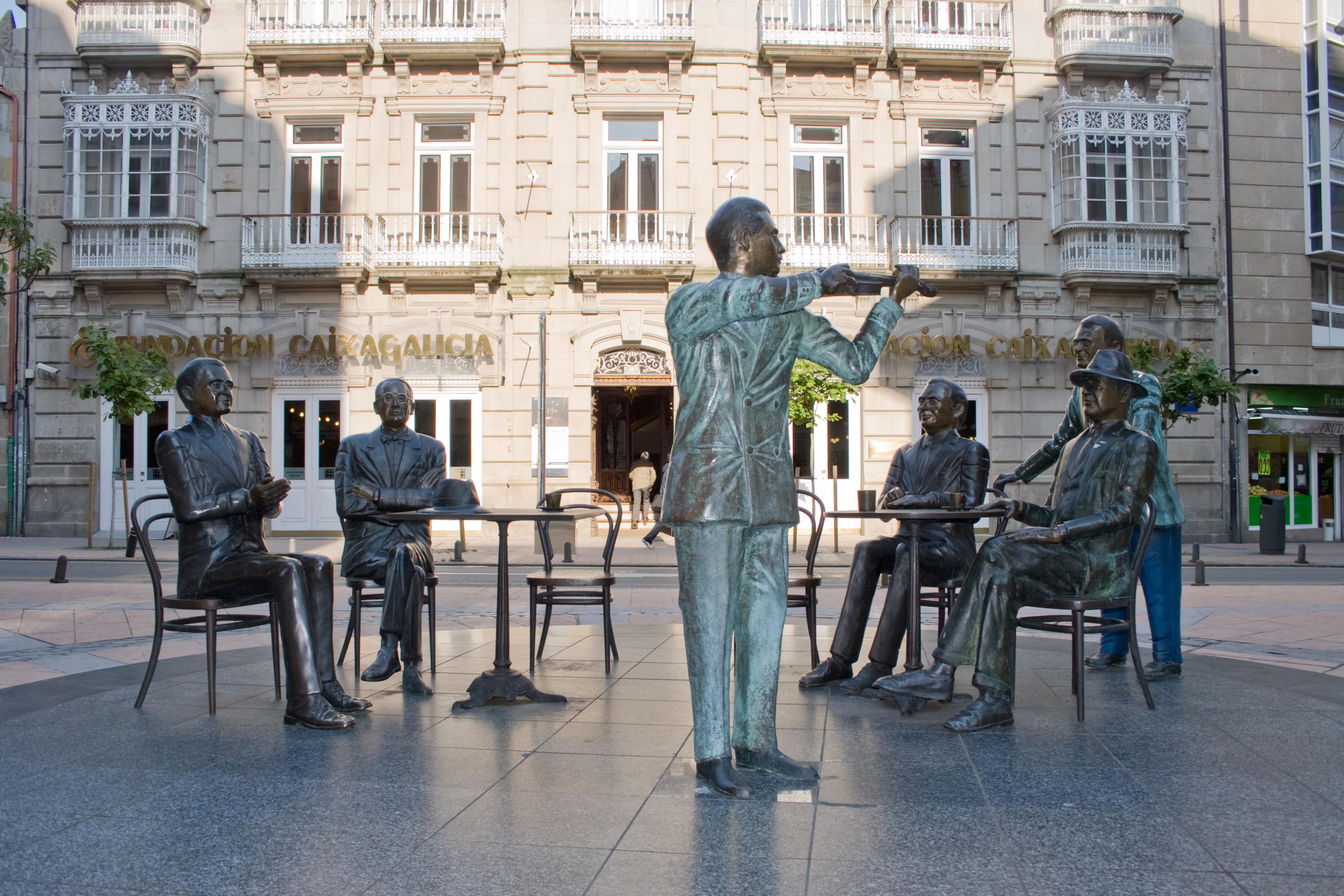
Monumento à Tertúlia no centro da praça
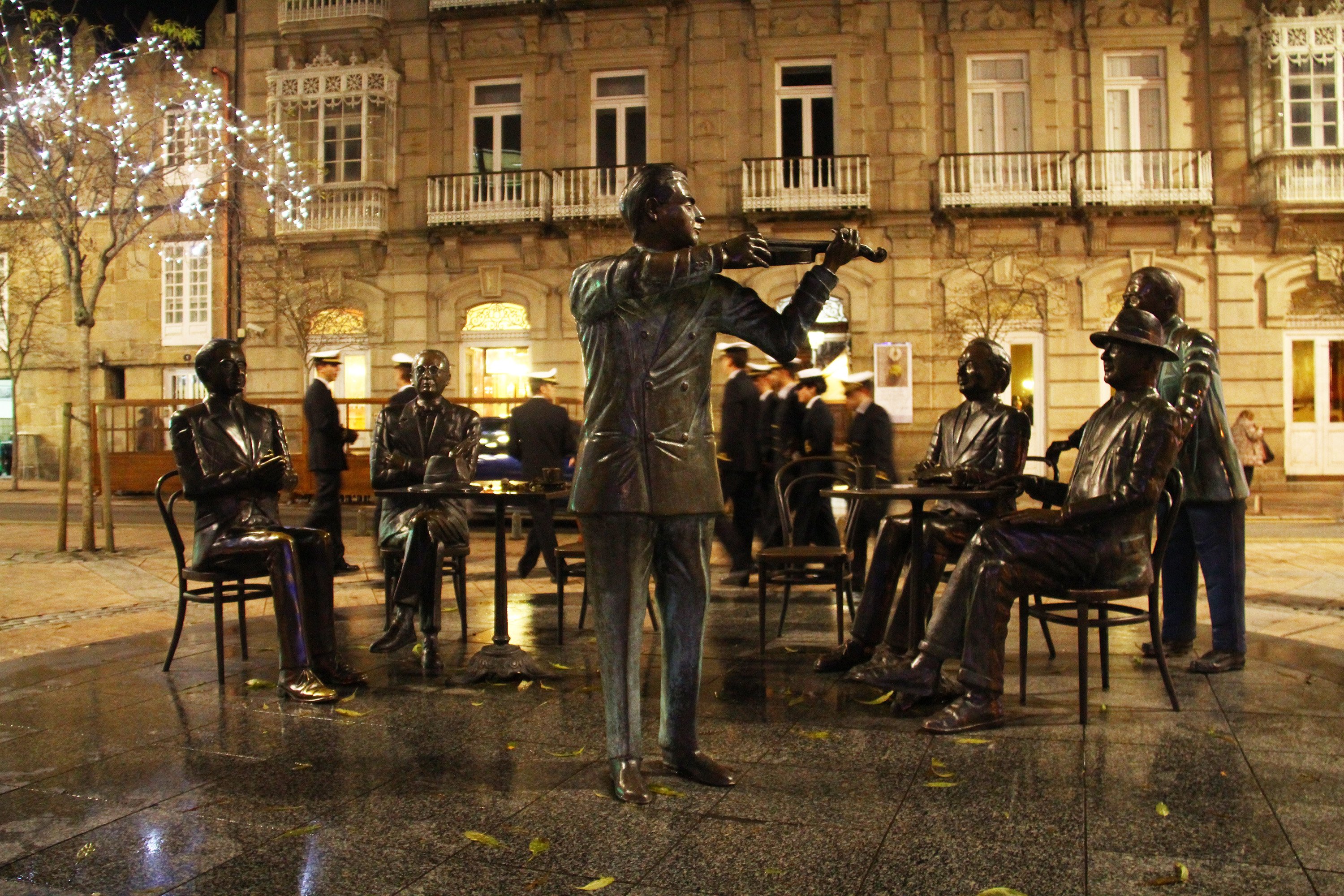
A praça, à noite
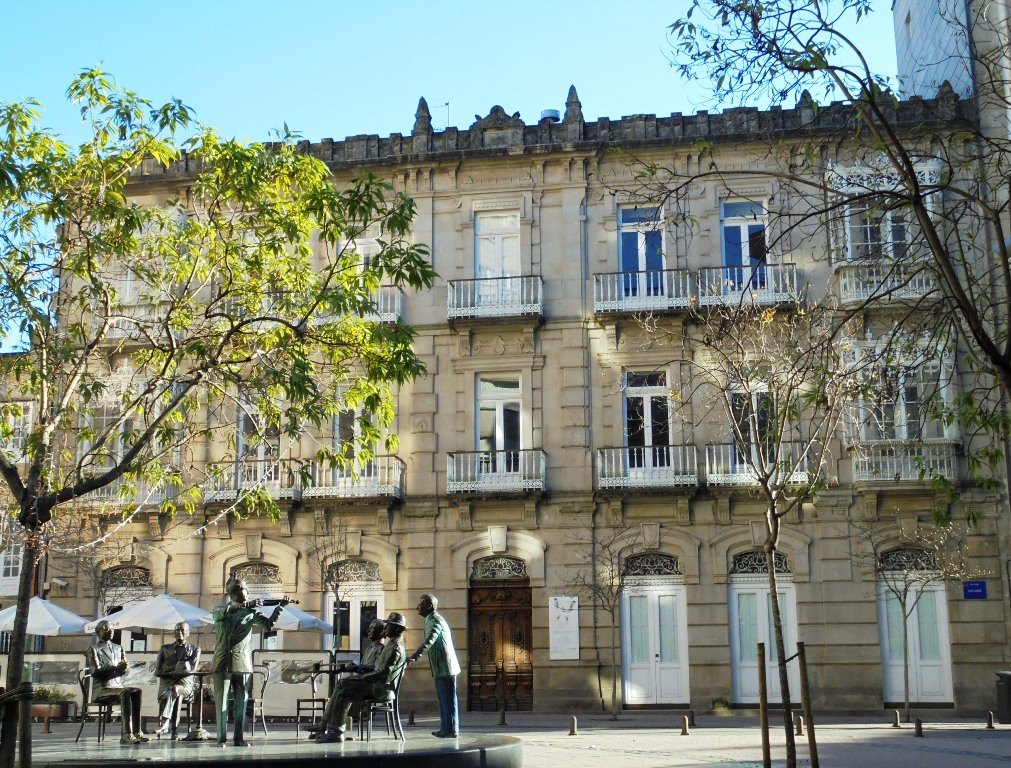
O Café Moderno no lado norte da praça
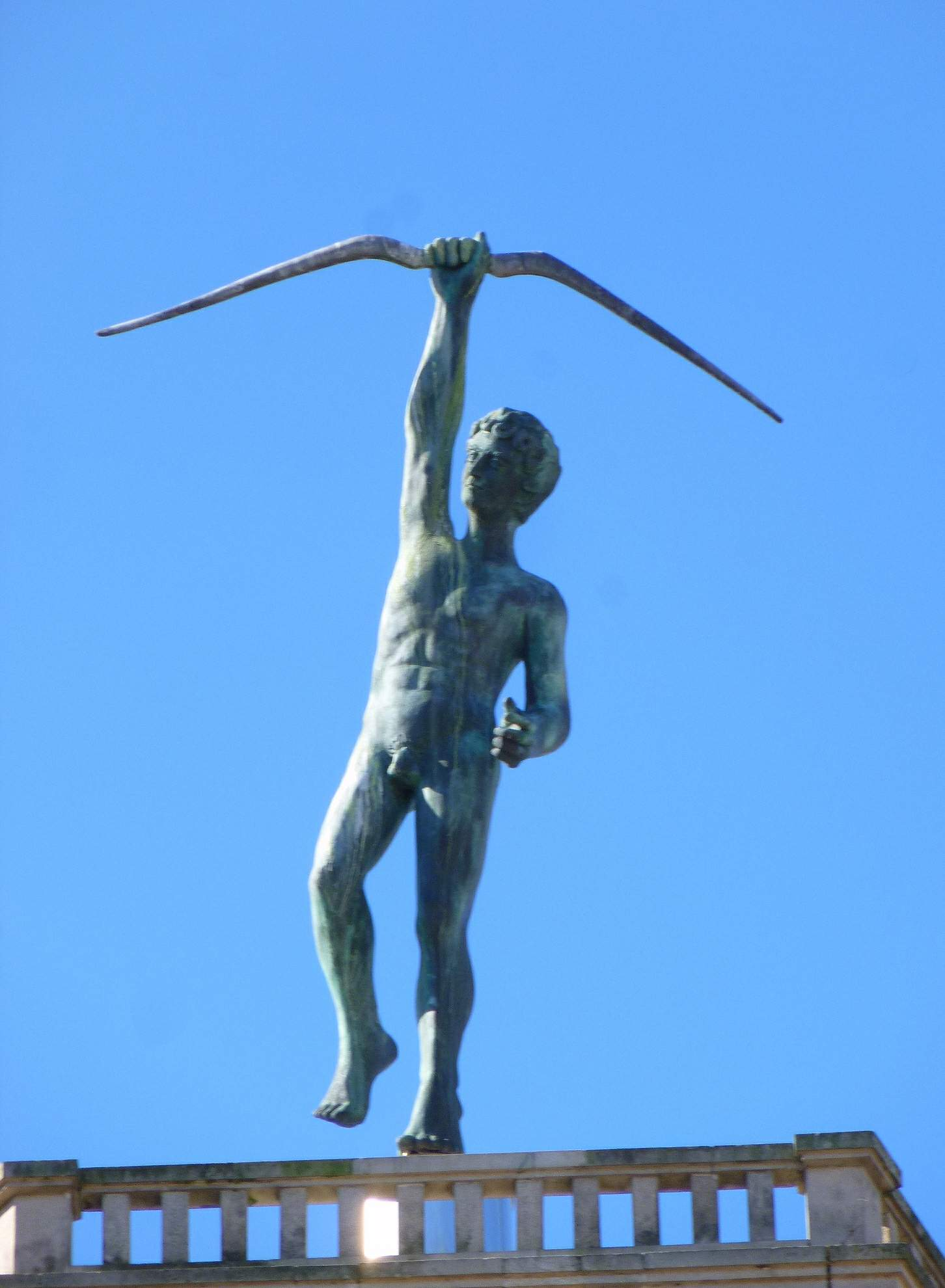
Estátua de Teucro com vista para a praça
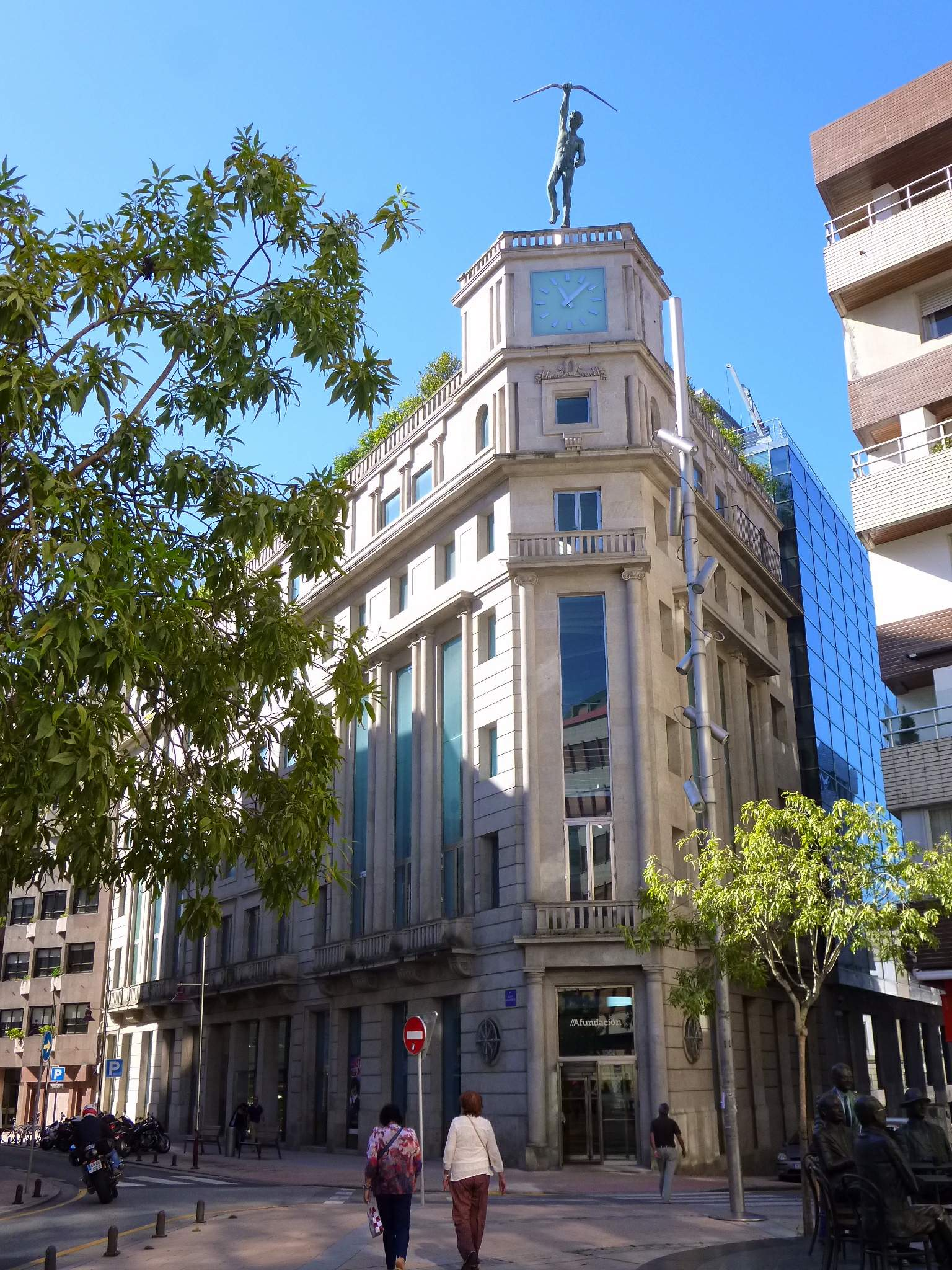
Edifício da Caixa Económica de Pontevedra
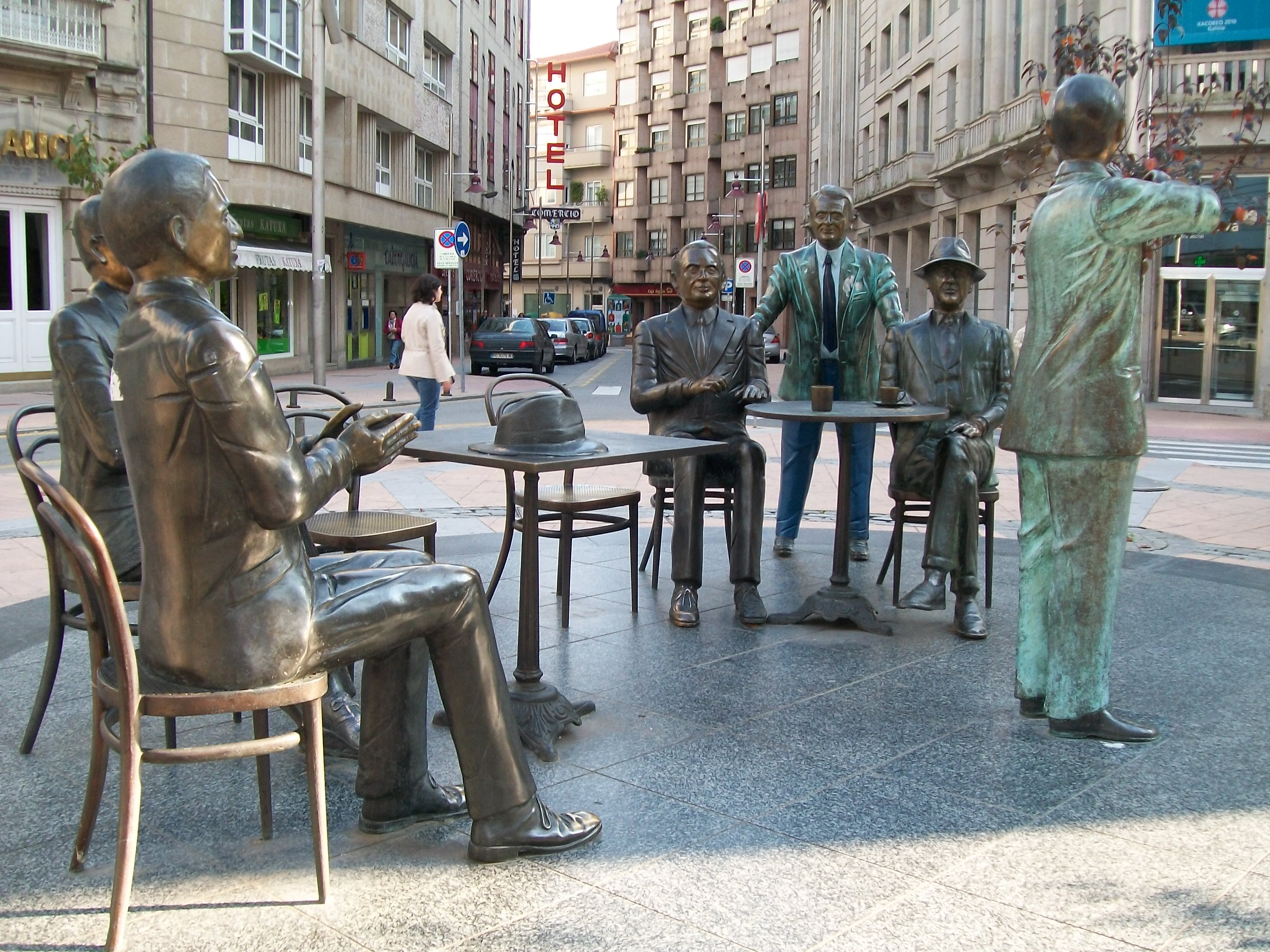
Monumento à Tertúlia

### Artigos relacionados
- Café Moderno
- Monumento à Tertúlia
- Caixa de Pontevedra
- Estátua de Teucro
- Rua da Oliva
- Rua Marquês de Riestra
- Ensanche-Centro da Cidade